# NOTS-EV-1 Пилот
NOTS-EV-1 Pilot (неофициальное название NOTSNIK)— американская ракета-носитель и противоспутниковое оружие. Первая в мире ракета-носитель воздушного базирования.
В июле-августе 1958 года было совершено десять попыток запуска: 4 тестовых с земли и 6 — с истребителей Дуглас F4D Скайрей; ни одна из попыток не увенчалась успехом. 
Проект закрыт в августе 1958 года, будучи заменён на NOTS-EV-2 Калеб. 
Гриф секретности снят в 1994 году.

## Галерея

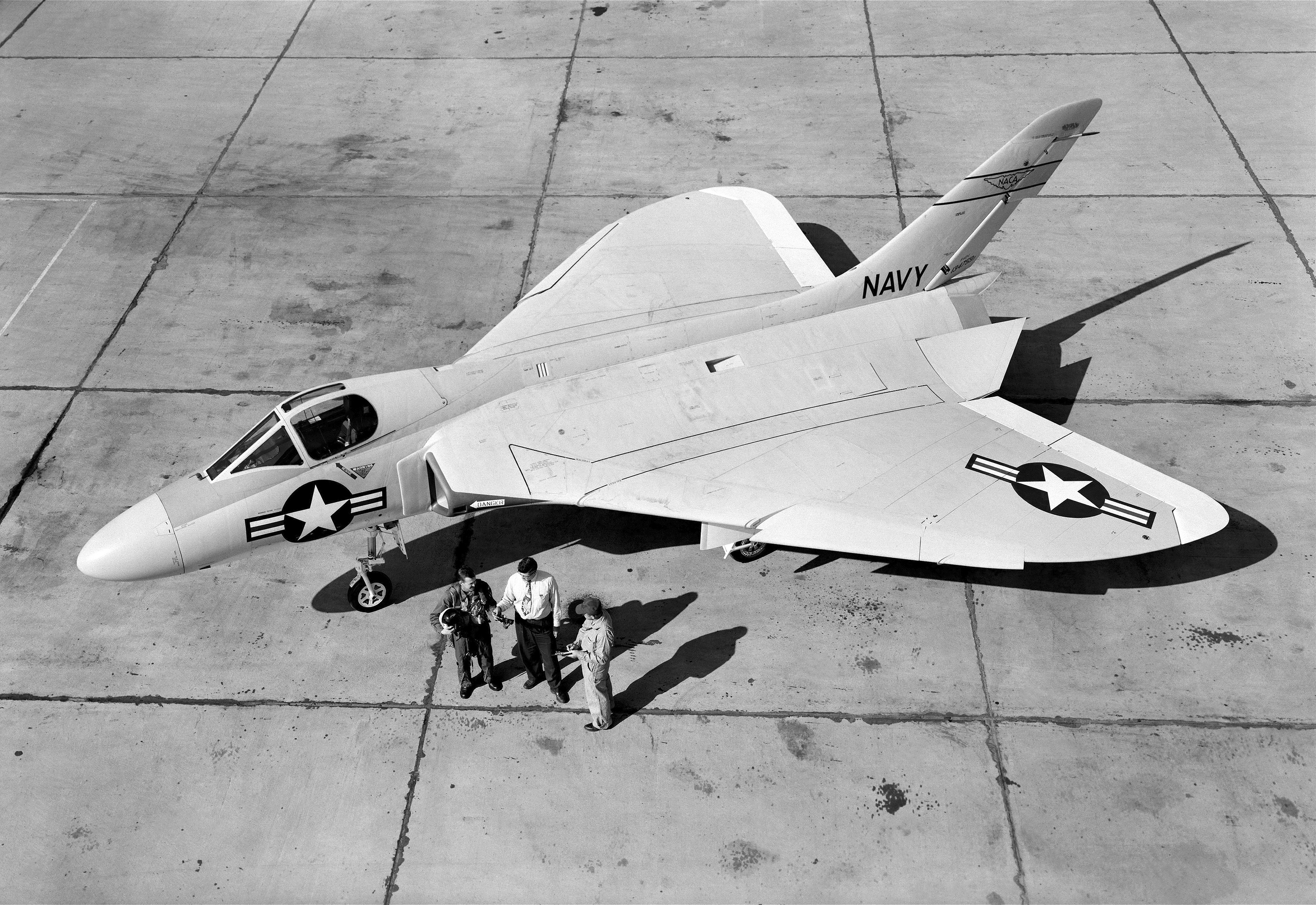
Самолёт Дуглас F4D Скайрей, с которого производились запуски
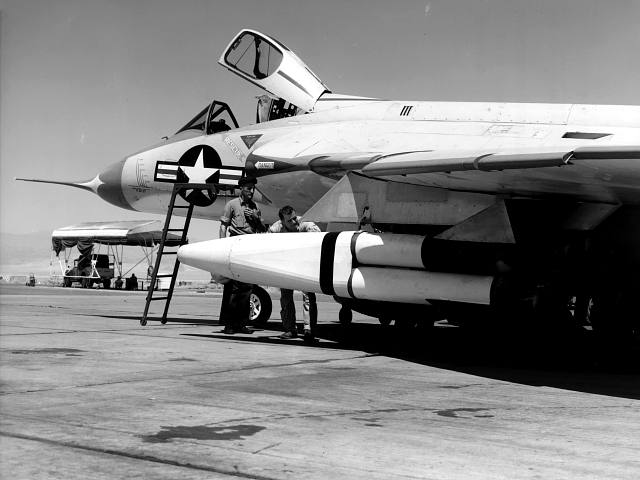
Подвеска ракеты к самолёту F4D
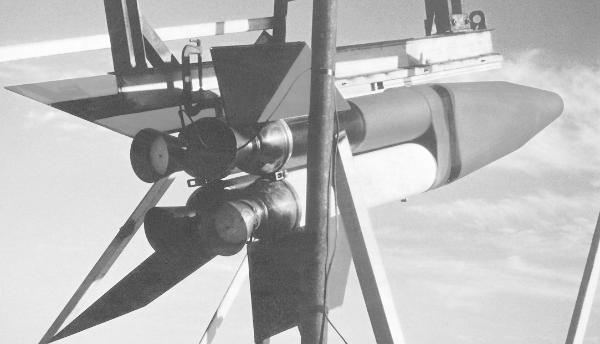
Пилот-1 — тестовый запуск ракеты с земли